# NGC 1706
NGC 1706 este o galaxie spirală situată în constelația Peștele de Aur. A fost descoperită în 25 decembrie 1837 de către John Herschel. Se află la o distanță de 69,41 de megaparseci de Pământ.